# Mandulinata blu/Era settembre
Mandulinata blu/Era settembre, pubblicato nel 1962, è un singolo del cantante italiano Mario Trevi

## Storia
Il disco contiene due brani di Mario Trevi presentati al Gran Festival di Piedigrotta del 1962 con Claudio Villa (per Era settembre) e Emilio Pericoli (per Mandulinata blu). Con il brano Mandulinata blu, Trevi e Pericoli vinceranno il primo posto della manifestazione musicale.

## Tracce
Lato A
- Mandulinata blu (Martucci-Mazzocco)

Lato B
- Era settembre (Cioffi-Ferraro-Gaiano)

## Incisioni
Il singolo fu inciso su 45 giri, con marchio Durium- serie Royal (QCA 1260).
Direzione arrangiamenti: M° Eduardo Alfieri.